# 梅勒迪斯·贝尔宾
雷蒙德·梅雷迪思·贝尔宾（Raymond Meredith Belbin，1926年6月4日—2025年3月6日）是一位英国研究人员和管理顾问，他還是英国牛津郡亨利管理学院的客座教授和荣誉院士。贝尔宾在1981年出版的《管理团队》一书中指出一支结构合理的团队应该由9种人（角色）组成。